# Paulin Pomodimo
Paulin Pomodimo (* 30. Juni 1954 in Ziendi, Zentralafrikanische Republik) ist ein zentralafrikanischer Geistlicher und emeritierter römisch-katholischer Erzbischof von Bangui.

## Leben
Paulin Pomodimo empfing am 13. Juli 1980 die Priesterweihe.
Papst Johannes Paul II. ernannte ihn am 10. Juni 1995 zum Bischof von Bossangoa. Die Bischofsweihe spendete ihm der Erzbischof von Bangui, Joachim N’Dayen, am 29. Oktober desselben Jahres; Mitkonsekratoren waren Diego Causero, Apostolischer Nuntius in der Zentralafrikanischen Republik, und Michel Marie Joseph Maître CSSp, Bischof von Bambari. 
Am 26. Juli 2003 wurde er zum Erzbischof von Bangui ernannt. Von seinem Amt trat er am 26. Mai 2009 zurück.